# Карасазький сільський округ (Жуалинський район)
Караса́зький сільський округ (каз. Қарасаз ауылдық округі, рос. Карасазский сельский округ) — адміністративна одиниця у складі Жуалинського району Жамбильської області Казахстану. Адміністративний центр — аул Карасаз.
Населення — 3471 особа (2021; 3310 у 2009, 3242 у 1999, 3476 у 1989).
Станом на 1989 рік існувала Петровська сільська рада (села Зиковка, Петровка, Ясна Поляна, Юр'євка, Юсуповка).

## Склад
До складу округу входять такі населені пункти:
| Населений пункт | Старі назви | Населення, осіб (1989) | Населення, осіб (1999) | Населення, осіб (2009) | Населення, осіб (2021) |
| --------------- | ----------- | ---------------------- | ---------------------- | ---------------------- | ---------------------- |
| Акбастау, село  | Ясна Поляна | 872                    | 625                    | 657                    | 740                    |
| Журумбай, село  | Зиковка     | 342                    | 381                    | 357                    | 323                    |
| Карасаз, село   | Петровка    | 1917                   | 1916                   | 1983                   | 2141                   |
| Карасу, село    | Юр'євка     | 135                    | 119                    | 138                    | 96                     |
| Коктас, село    | Юсуповка    | 210                    | 201                    | 175                    | 171                    |